# Zázrivá (district de Dolný Kubín)
Zázrivá est une commune du district de Dolný Kubín, dans la région de Žilina, en Slovaquie.

## Histoire
La première mention écrite de la localité date de 1556.

## Démographie

### Évolution de la population
| Année:               | 1994. | 2004.   | 2014.   | 2024.   |
| -------------------- | ----- | ------- | ------- | ------- |
| Nombre de personnes: | 2852  | 2830    | 2694    | 2459    |
| Différence:          |       | -0,77 % | -4,80 % | -8,72 % |

| Année:               | 2023. | 2024.   |
| -------------------- | ----- | ------- |
| Nombre de personnes: | 2488  | 2459    |
| Différence:          |       | -1,16 % |